# Kapselboden

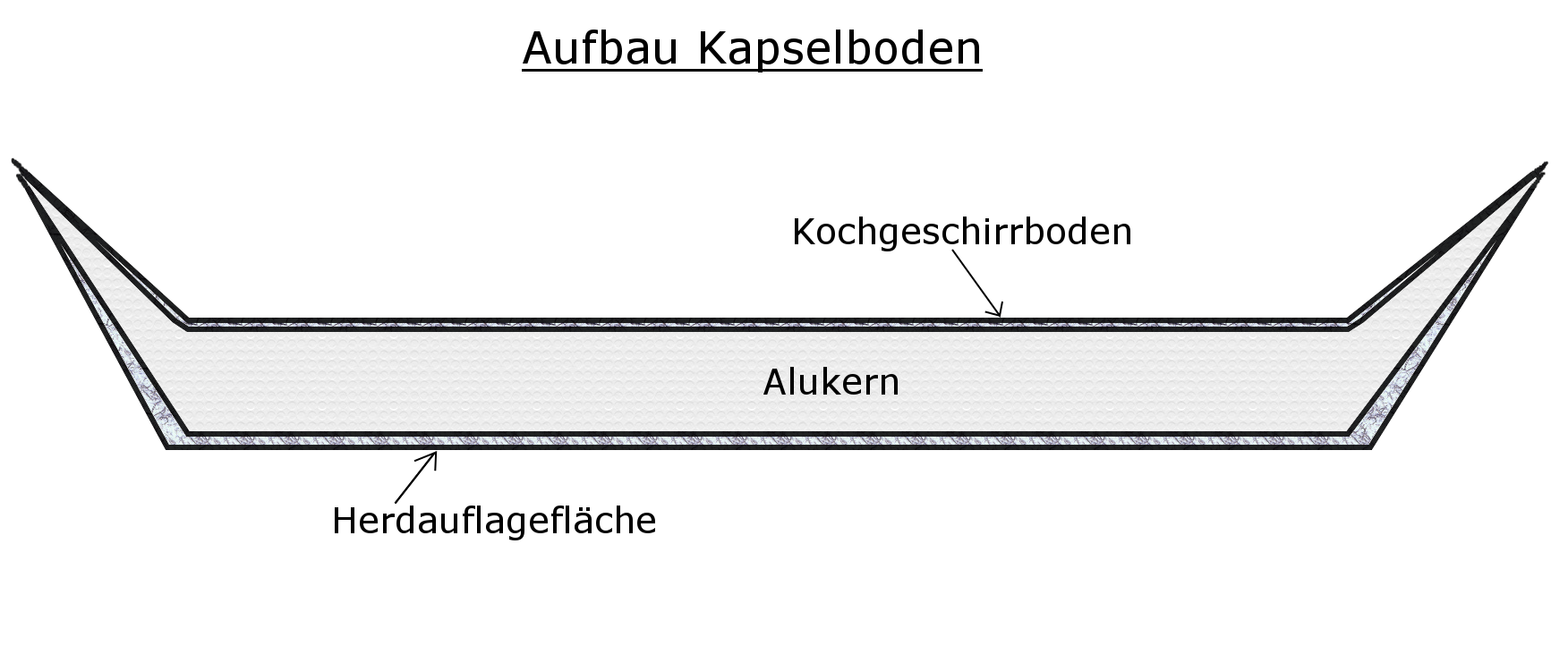
Schematische Darstellung des Kapselbodens. Abbildung von Herdauflagefläche, Alumiuniumkern und Kochgeschirrboden.

Querschliff eines Kapselbodens im Stereomikroskop.

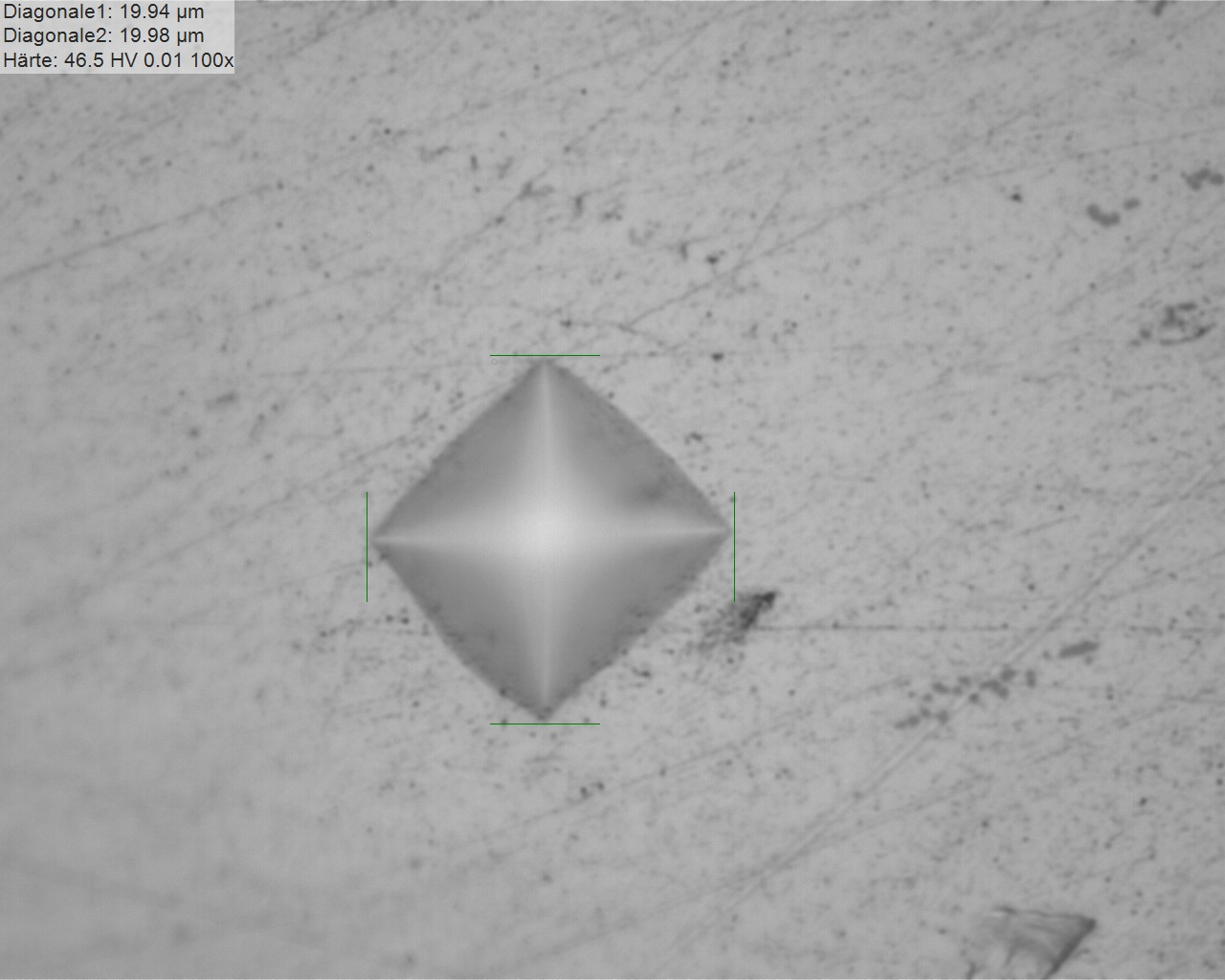
Härteprüfung an Aluminiumkern. (Kapselboden einer Pfanne)

Der Kapselboden, oder auch verkapselter Thermoboden genannt, ist eine erweiterte Form des Mehrschichtbodens (Sandwichbodens). Er wird bei Kochgeschirr aus rostfreiem Edelstahl verwendet. Der Kapselboden hat einen Kern aus  Aluminium oder Kupfer, der die Wärme besser leitet als ein gleich dicker Boden aus rostfreiem Stahl. Die Kapsel schützt das Aluminium vor dem Anlaufen und die Speisen vor einer Reaktion mit dem Kupfer.

## Aufbau eines Kapselbodens
Der Kapselboden besteht aus drei Schichten:
1. Dünner Kapselboden (dünne Schichten aus Edelstahl)
2. Stärkerer Kern aus Aluminium oder Kupfer. Der Kern sorgt infolge seiner guten Wärmeleitfähigkeit für eine gleichmäßige Wärmeabgabe an das Kochgut.
3. Dünner Kochgeschirrboden (obere Kapselschicht) aus Edelstahl.

Die zwei dünnen Schichten aus Edelstahl umhüllen den gut wärmeleitfähigen Kern, verhindern dessen Korrosion und das Verziehen des Topfbodens.

## Materialien des Kapselbodens
Für den Kapselboden wird Aluminium oder Kupfer und rostfreier Stahl verwendet. Der Aufbau des Kapselbodens gleicht dem des Sandwichbodens. Mehrschichtböden können auch nur zweischichtig aus Kupfer und Edelstahl sein. Pfannen mit derartigen Böden werden auch innen zusätzlich mit einer Lage aus Polytetrafluoräthylen (PTFE, „Teflon“) antihaftbeschichtet angeboten.

### Materialuntersuchung
Für Kapselböden werden üblicherweise Chromnickelstähle verwendet, da sie rostfrei und bis zu 300 °C erhitzbar sind. In der untersuchten Pfanne(Vgl. Bild „Querschliff eines Kapselbodens im Stereomikroskop“) wurde für den Kochgeschirrboden ein X5CrNi1810-Stahl verwendet, für die Herdauflagefläche ein X5Cr17-Stahl.
Üblicherweise wird als Kern Reinaluminium verwendet, dessen Wärmeleitfähigkeit 236 W/(m·K beträgt, da es  viel kostengünstiger ist als Kupfer mit einer Wärmeleitfähigkeit bis zu 401 W/(m·K). (Zum Vergleich: der austenitische, rostfreie Stahl X5CrNi18-10 hat 15 W/(m·K), unlegierter Stahl bis zu 58 W/(m·K)).
Auf der Abbildung rechts wurde ein Härte-Versuch nach Vickers durchgeführt. Härtewert des Aluminiumkerns beträgt 48,5 HV 0,01.